# Selinum rablense
Selinum rablense är en flockblommig växtart som beskrevs av Spreng.. Selinum rablense ingår i släktet krusfrön, och familjen flockblommiga växter. Inga underarter finns listade i Catalogue of Life.